# Liparetrus pallens
Liparetrus pallens är en skalbaggsart som beskrevs av Lea 1917. Liparetrus pallens ingår i släktet Liparetrus och familjen Melolonthidae. Inga underarter finns listade i Catalogue of Life.